# Axel Hagander
Axel Wilhelm Anderson Hagander, född den 13 februari 1851 i Karlstad, död den 10 september 1924 i Kristianstad, var en svensk jurist. Han var dotterson till Johan Hagander, bror till Theodor Hagander och farbror till Johan Hagander.
Hagander blev student vid Uppsala universitet 1869 och avlade examen till rättegångsverken 1873. Han blev vice häradshövding 1876, var auditör vid Vendes artilleriregemente 1878–1884, blev fiskal i Skånska hovrätten 1884 och adjungerad ledamot där. Hagander var häradshövding i Gärds och Albo domsaga 1890–1918. Han blev riddare av Nordstjärneorden 1900. Hagander vilar på Östra begravningsplatsen i Kristianstad.